# Liste des œuvres de Miguel Abensour
Pour un article plus général, voir Miguel Abensour.

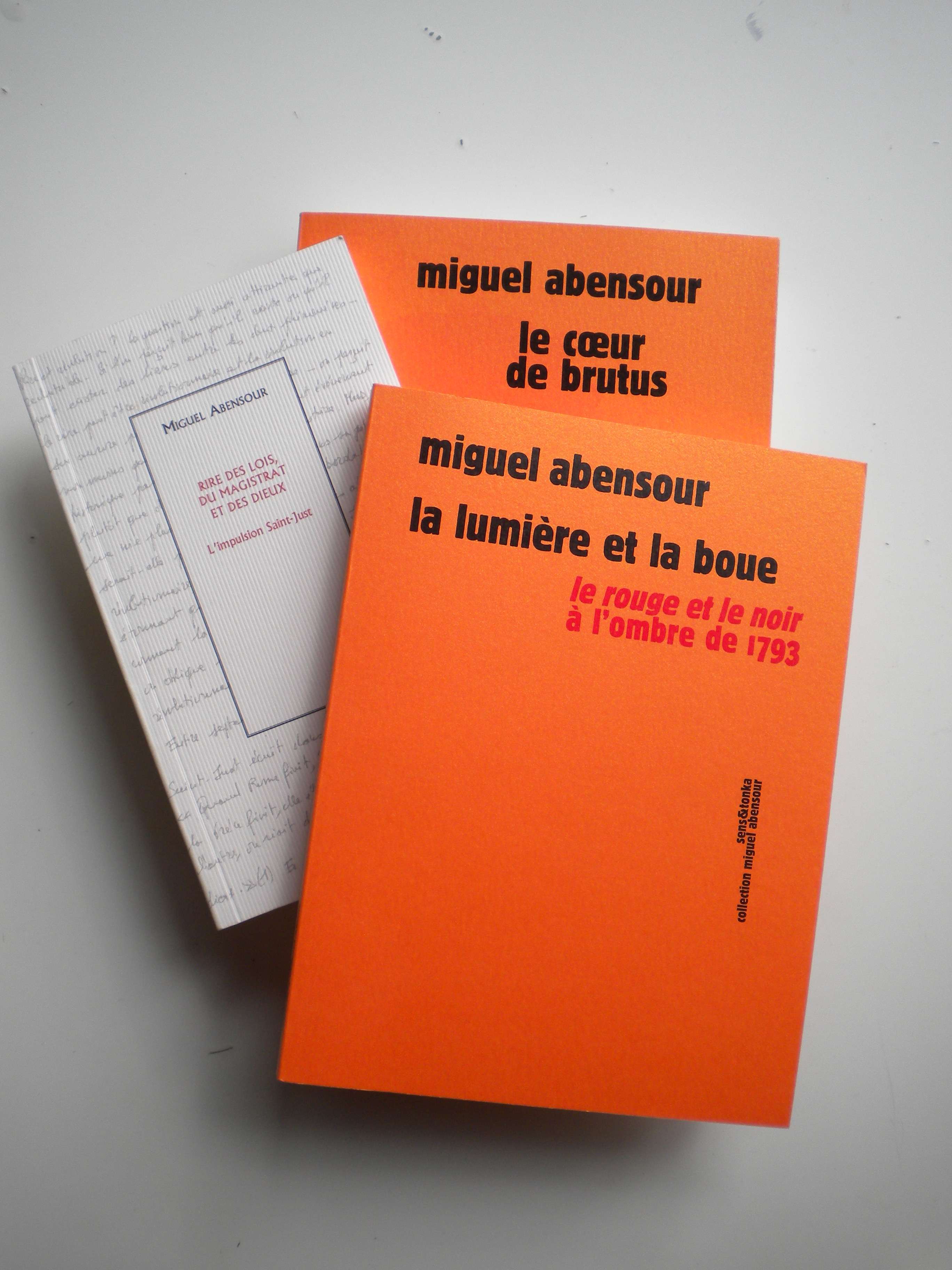
Couvertures de trois livres de Miguel Abensour.

Cet article est une liste des œuvres de Miguel Abensour.
Abensour (1939-2017) est un politologue et un philosophe français qui participe au retour de la philosophie politique en France dans la seconde moitié du XXe siècle,.
Il effectue des recherches sur les phénomènes de domination et les conditions de l'émancipation politiques ; aussi, il s'emploie à renouveler la pensée utopique,. Pour ce faire, il examine différents évènements historiques et divers régimes politiques (la Révolution française, le totalitarisme, la démocratie). Mêlées à ces recherches, il consacre des études à plusieurs penseurs et philosophes (comme Hannah Arendt, Étienne de La Boétie ou Pierre Leroux).
Professeur émérite de philosophie politique à l'université Paris VII-Denis-Diderot, Abensour est président du Collège international de philosophie de 1985 à 1987, ainsi que le fondateur de la collection éditoriale « Critique de la politique » aux éditions Payot (désormais chez Klincksieck).

## Présentation
La « Liste des œuvres de Miguel Abensour » est établie en croisant et recoupant plusieurs bibliographies : Kupiec & Tassin 2006, Pelletier 2007, Cervera-Marzal 2013, Kupiec & Munnich 2019, Breaugh & Mazzocchi 2024, Kupiec & Tonka 2025. Cependant, des textes inédits et de nouveaux livres d'Abensour paraissent régulièrement ; par suite, la liste est mise à jour au gré des parutions (nouvelles publications, nouvelles éditions et rééditions).
La « Liste des œuvres de Miguel Abensour » est exposée sous deux formes :
1. un tableau permet de parcourir l'œuvre d'Abensour et d'effectuer des recherches par années, titres, formats et thématiques ;
2. une bibliographie inventorie les différentes œuvres d'Abensour sous la forme d'une liste.

Qu'il s'agisse du tableau ou de la bibliographie, seuls les articles, les notices, les manifestes et les livres, ainsi que les préfaces, les postfaces, les introductions, les présentations, les chapitres et les recensions d'ouvrages publiés du vivant d'Abensour et de façon posthume sont compilés. Pour le dire autrement : la centaine de quatrièmes de couverture rédigées par Abensour pour sa collection « Critique de la politique » n'apparaissent ni dans le tableau ni dans la bibliographie ; ne sont pas mentionnés, non plus, les cours, les séminaires et les conférences tenus par Abensour au fil de sa carrière ; enfin, seuls quelques entretiens accordés par Abensour sont recensés dans la section « Documentation additionnelle » (ainsi que quelques traductions).

## Œuvres de Miguel Abensour

### Tableau des écrits d'Abensour

#### Composition du tableau
Le « Tableau des écrits d'Abensour » compile des textes d'Abensour publiés de son vivant ou de façon posthume. Quel que soit le format de la publication, chaque publication est considérée comme un « Titre ».

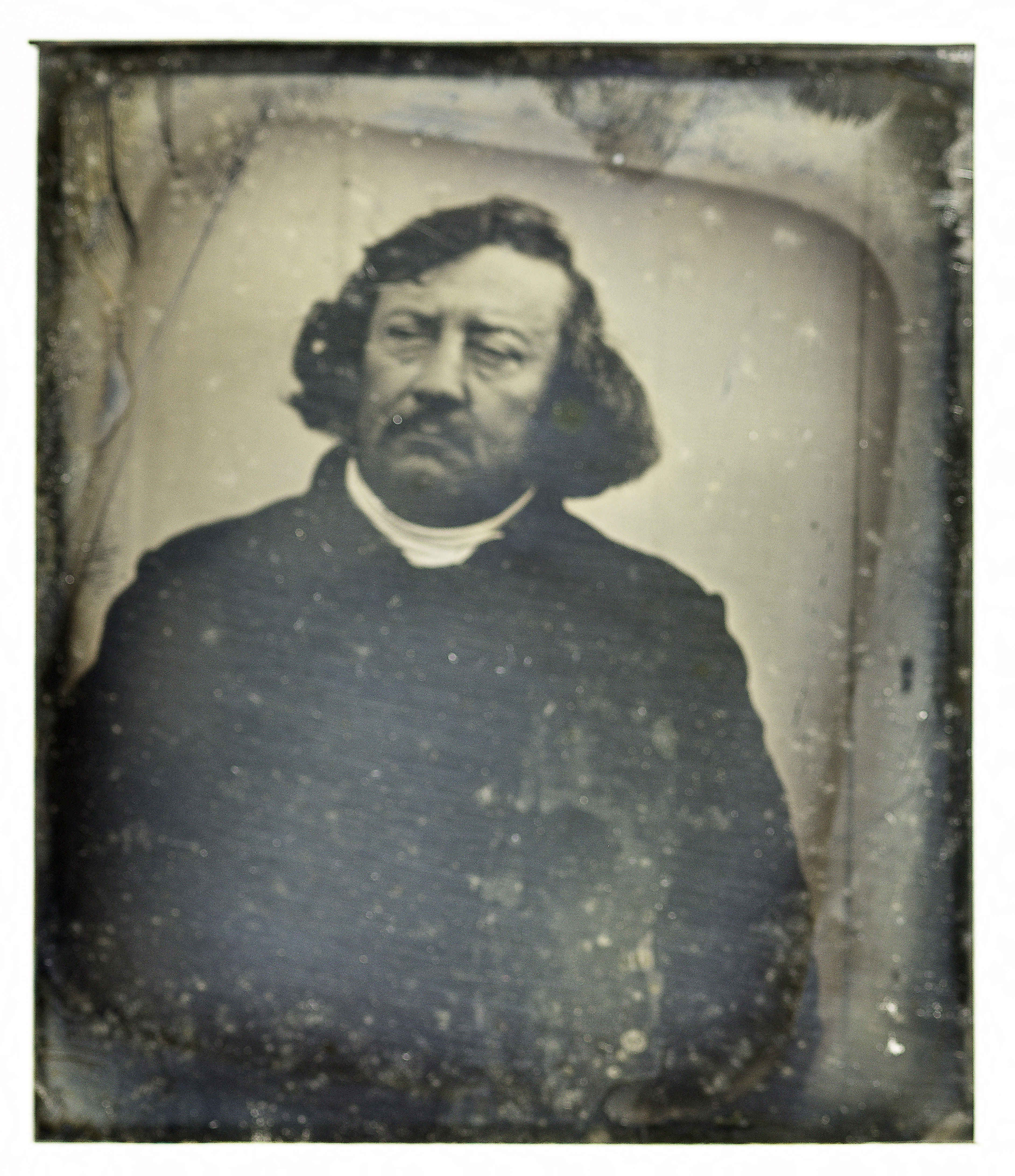
Portrait (en 1852 ou 1853) du philosophe Pierre Leroux.

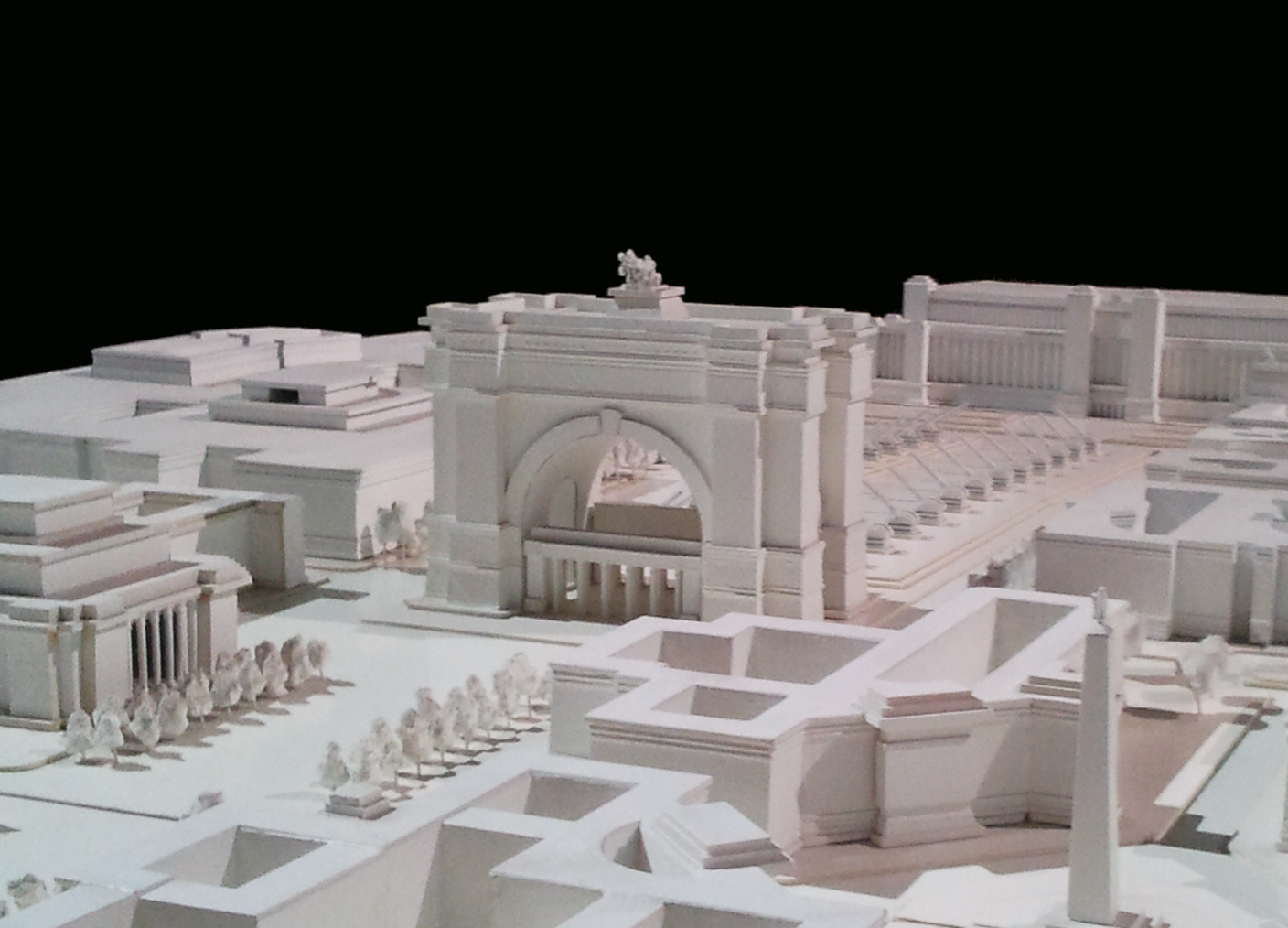
Photographie d'une maquette de la Welthauptstadt Germania que devait réaliser Albert Speer.

Le tableau comporte cinq entrées et une case informative :
1. Les titres sont étiquetés par « Année » de publication : 1966a et 1966b pour l'article « La philosophie politique de Saint-Just : Problématique et cadres sociaux » publié en deux livraisons dans l'année 1966.
2. Après l'année de publication, figure le « Titre » sans son sous-titre : 1966b « La philosophie politique de Saint-Just » pour l'article « La philosophie politique de Saint-Just : Problématique et cadres sociaux (suite et fin) ».
3. Après le titre, figure le « Format » sous lequel le titre a été publié : « Article », « Préface », « Livre », etc.
4. Après le format, figure le « Sujet » principal du titre : « Saint-Just », « École de Francfort », etc.
5. Après le sujet, figure l'« Objet » en toile de fond du titre : « Révolution », « Philosophie », etc.[Note 2]
6. Enfin, les « Informations » additionnelles signalent la version d'un texte, la reprise d'un titre dans un volume, les volumes épuisés et les rééditions, le contenu des volumes qui compilent des titres parus séparément, etc.

Dernières précisions :
- lorsqu'un titre est réédité sans modification substantielle (comme 1997c De la compacité), ce titre apparaît uniquement à la date de sa première publication ; dans ce cas : les dates de rééditions son indiquées dans la case « Informations » ;
- lorsqu'un titre est réédité avec une modification substantielle, ce titre apparaît d'abord à la date de sa première publication (comme 1997d La Démocratie contre l'État) et ensuite à la date de sa nouvelle publication (comme 2004d La Démocratie contre l'État et 2012d La Démocratie contre l'État) ; et dans ce cas : les informations additionnelles permettent de spécifier les différences entre les titres ;
- les recensions d'ouvrages ne figurent pas dans le tableau (ainsi qu'une nécrologie) ;
- toutes les données bibliographiques détaillées sont renvoyées en référence et consultables dans la sous-section « Bibliographie de Miguel Abensour » (après le tableau).

#### Tableau
| Année | Titre                                                                                         | Format       | Sujet                                                                                     | Objet                                                                            | Informations |
| ----- | --------------------------------------------------------------------------------------------- | ------------ | ----------------------------------------------------------------------------------------- | -------------------------------------------------------------------------------- | --- |
| 1966a | « La philosophie politique de Saint-Just »                                                    | Article      | Saint-Just                                                                                | Révolution française                                                             | ☞ Repris dans Le cœur de Brutus (2019) |
| 1966b | « La philosophie politique de Saint-Just »                                                    | Article      | Saint-Just                                                                                | Révolution française                                                             | ☞ Repris dans Le cœur de Brutus (2019) |
| 1968a | « La théorie des institutions et les relations du législateur et du peuple selon Saint-Just » | Chapitre     | Saint-Just                                                                                | Révolution française                                                             | ☞ Repris dans Le cœur de Brutus (2019) |
| 1970  | « Pour lire Marx »                                                                            | Article      | Karl Marx                                                                                 | Marxisme                                                                         | ☞ Repris dans Maximilien Rubel, pour redécouvrir Marx (2008) |
| 1972a | « Pierre Leroux et l'utopie socialiste »                                                      | Article      | Pierre Leroux                                                                             | Socialisme utopique                                                              | ☞ Repris dans Le procès des maîtres rêveurs (2000) |
| 1972b | « Avertissement »                                                                             | Présentation | Auguste Blanqui                                                                           | Biographie                                                                       | |
| 1972c | « Libérer l'Enfermé »                                                                         | Postface     | Auguste Blanqui                                                                           | Biographie                                                                       | ☞ Repris dans Libérer l'Enfermé (2014) |
| 1973a | « L'histoire de l'utopie et le destin de sa critique »                                        | Article      | Utopie                                                                                    | Karl Marx                                                                        | ☞ Repris dans L'histoire de l'utopie et le destin de sa critique (2016) |
| 1973b | Les Formes de l’utopie socialiste-communiste                                                  | Thèse d'État | Edward Bellamy, Auguste Blanqui, Friedrich Engels, Karl Marx, William Morris, Robert Owen | Communisme, Marxisme, Mouvement ouvrier, Socialisme, Socialisme utopique, Utopie | ☞ Repris dans Le Nouvel Esprit utopique (2024) |

Périodes historiques étudiées par Miguel Abensour
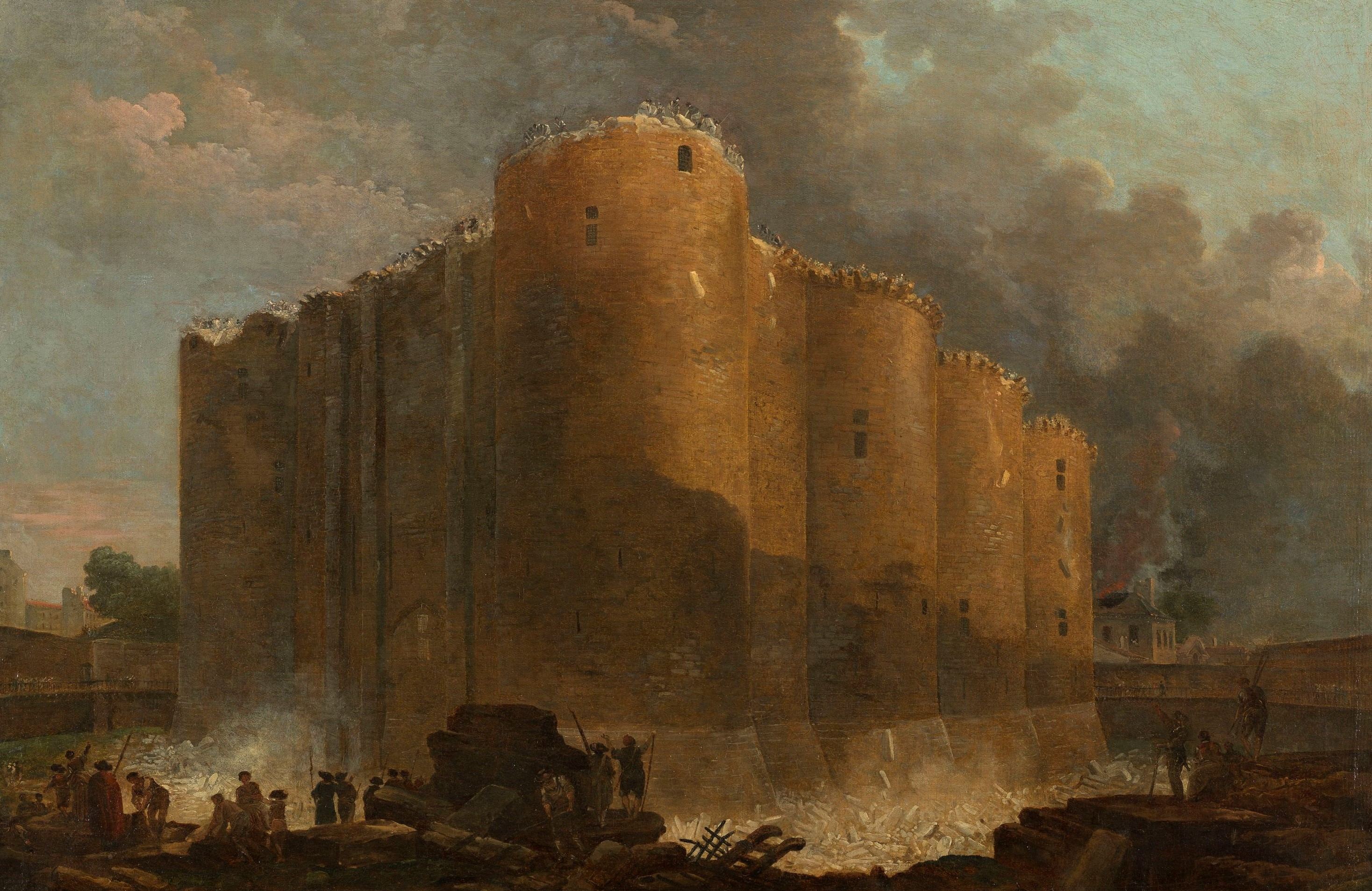
Peinture de Hubert Robert (1789) qui représente la prison de la Bastille à Paris en 1789, alors que débute sa démolition peu de temps après sa prise.
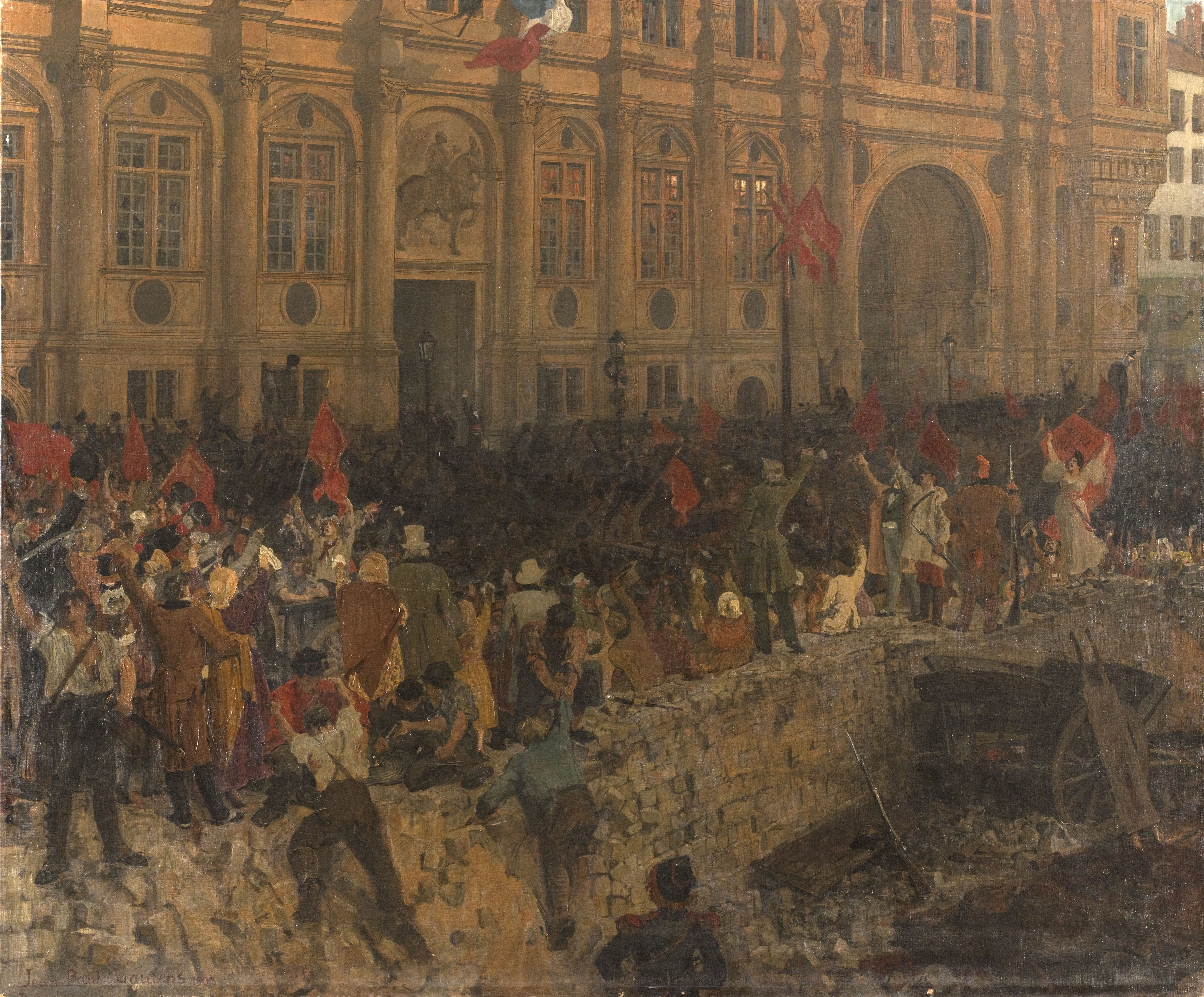
Peinture de Jean-Paul Laurens (vers 1902), qui représente une foule acclamant la proclamation de la République en 1848 devant l'hôtel de ville de Paris.
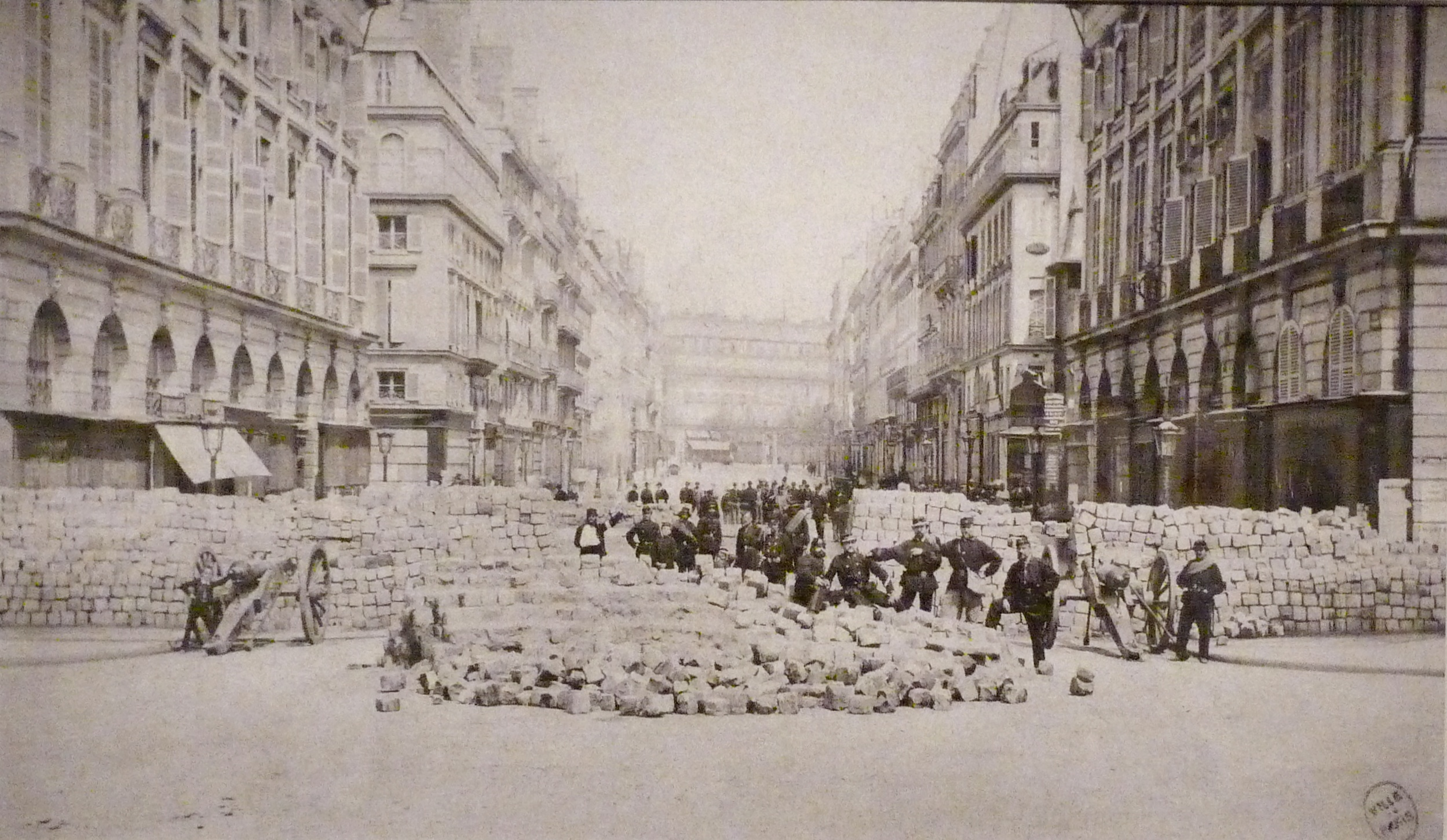
Photographie (1871) représentant des hommes en armes devant une barricade érigée place Vendôme à Paris en 1871, lors des évènements de la Commune.
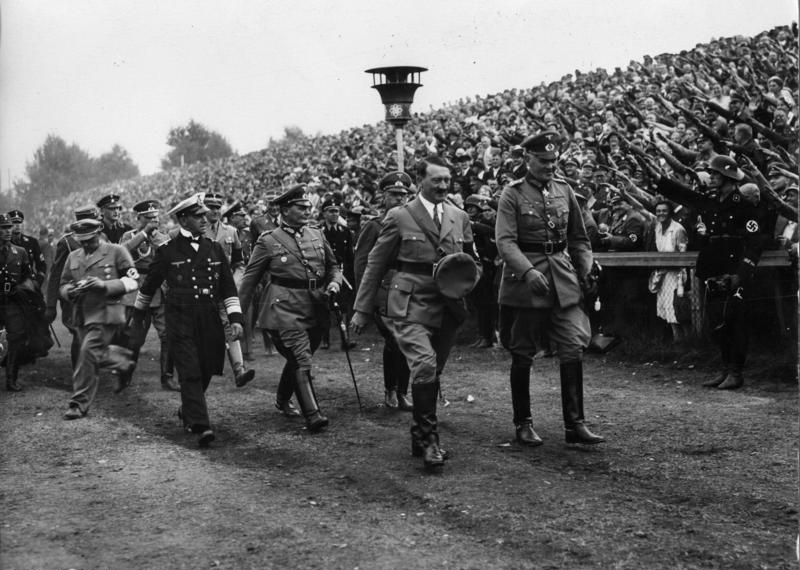
Photographie représentant l'arrivée de Adolf Hitler à un rassemblement politique du NSDAP en 1934 au Reichsparteitagsgelände de Nuremberg.
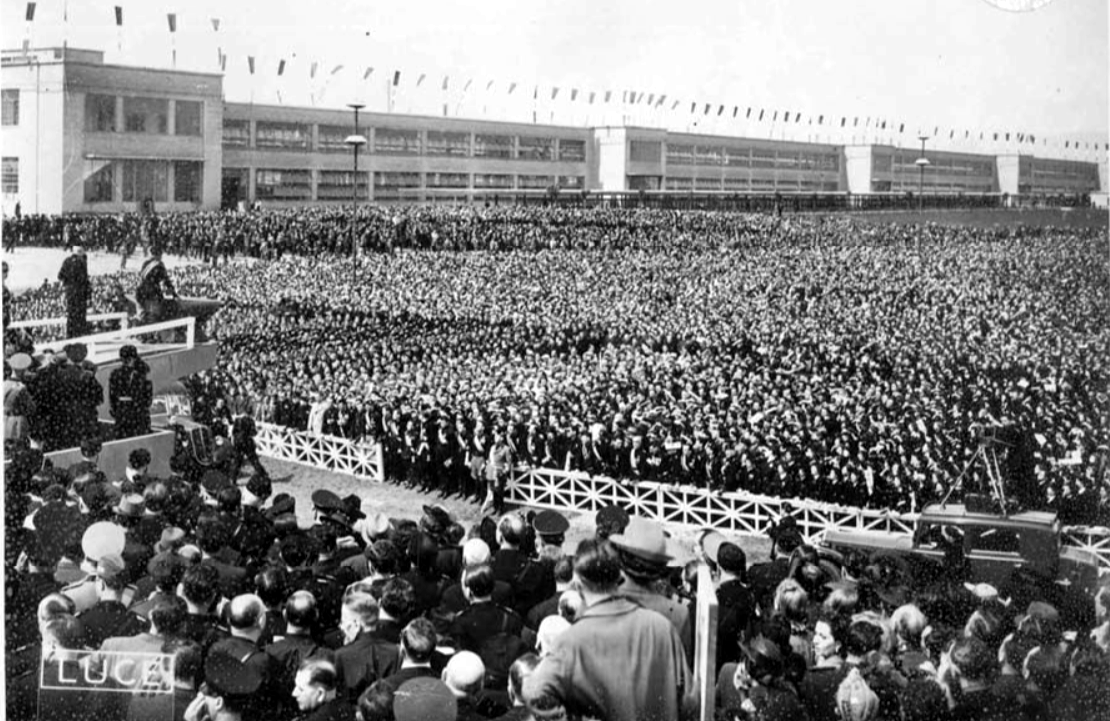
Photographie représentant Benito Mussolini (à la tribune) s'adressant aux employés de l'usine automobile Fiat de Miriafiori en 1939.
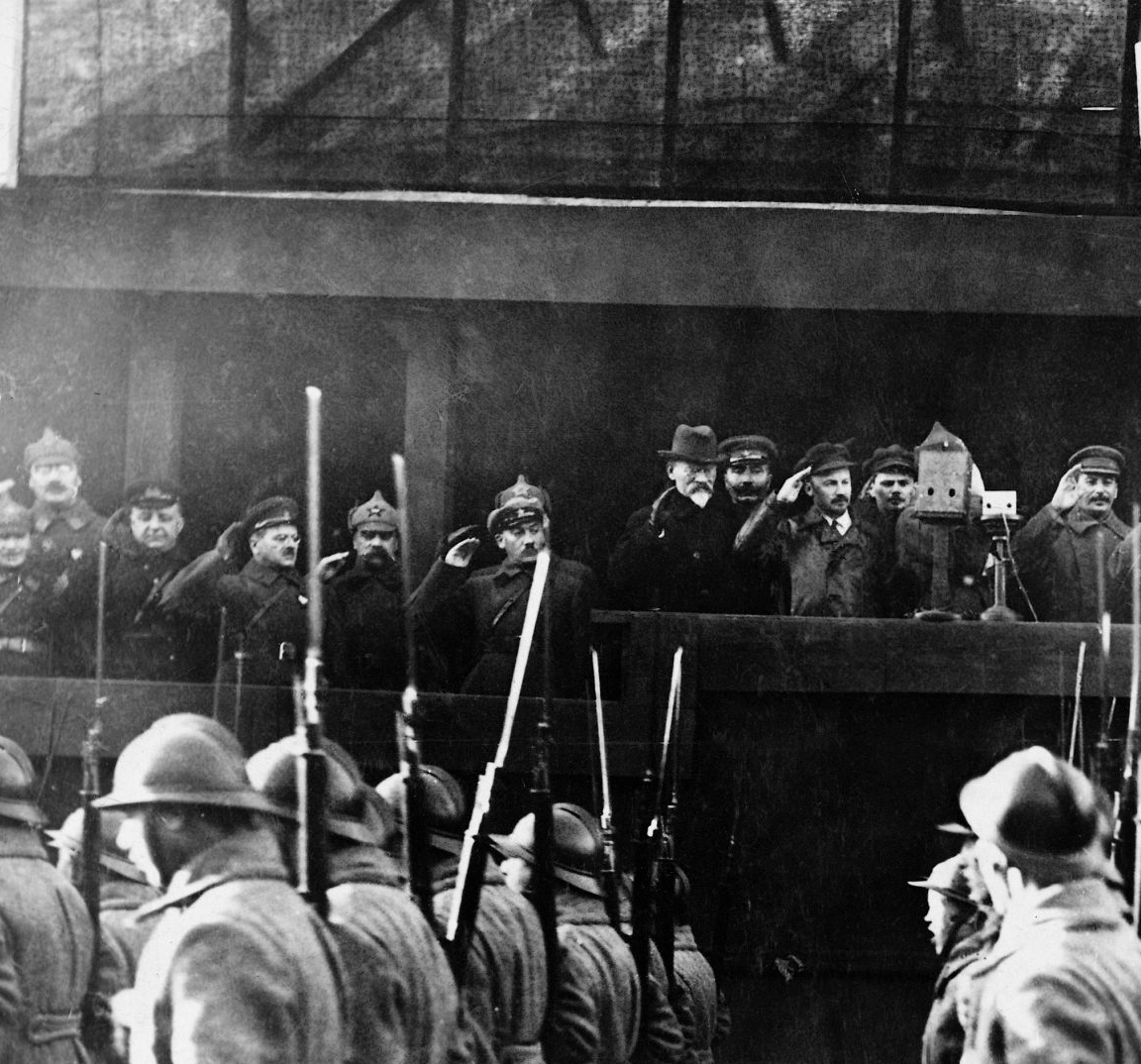
Photographie (1929) représentant Joseph Staline saluant des soldats de l'armée soviétique qui défilent pour commérer le douzième anniversaire de la révolution d'Octobre de 1917.

| 1974a | « L'histoire de l'utopie et le destin de sa critique »                                        | Article      | Utopie                                                                                    | Karl Marx                                                                        | ☞ Repris dans L'histoire de l'utopie et le destin de sa critique (2016) |
| 1974b | « Critique de la politique »                                                                  | Manifeste    | Philosophie politique                                                                     | Politique                                                                        | Manifeste de la collection éditoriale « Critique de la politique » (Payot) Republié dans Critique de la politique d'Anne Kupiec et Étienne Tassin (2006) Republié dans « L’insistante question de La Boétie » de Michèle Cohen-Halimi (2018) ☞ Repris dans Pour une philosophie politique critique (2009) ☞ Repris dans Critique de la politique (2025) |
| 1976  | « Les leçons de la Servitude et leur destin »                                                 | Préface      | Discours de la servitude volontaire                                                       | Histoire de la philosophie                                                       | ☞ Repris dans De l'épineuse servitude volontaire (2024) |
| 1978a | « Le procès des maîtres-rêveurs »                                                             | Article      | Utopie                                                                                    | Totalitarisme                                                                    | ☞ Repris dans Le procès des maîtres rêveurs (2000) |
| 1978b | « Présentation »                                                                              | Préface      | Louis Mercier-Vega                                                                        | Biographie                                                                       | |
| 1980  | « La cité future et le tourment de l'infini »                                                 | Article      | Pierre Leroux                                                                             | Utopie                                                                           | |
| 1981  | « L'utopie socialiste »                                                                       | Article      | Saint-Simon                                                                               | Pierre Leroux                                                                    | ☞ Repris dans L'homme est un animal utopique (2010) |
| 1982a | « La théorie critique, une pensée de l'Exil ? »                                               | Article      | École de Francfort                                                                        | Histoire de la philosophie                                                       | Republié comme postface dans L'Imagination dialectique de Martin Jay (éd. 1989) |
| 1982b | « Le choix du petit »                                                                         | Article      | Theodor W. Adorno                                                                         | Philosophie                                                                      | Republié comme postface dans Minima Moralia de Theodor W. Adorno (éd. 1991) |
| 1982c | « William Morris, utopie libertaire et novation technique »                                   | Chapitre     | Utopie                                                                                    | Technique                                                                        | |
| 1983a | « Philosophie politique moderne et émancipation »                                             | Présentation | Philosophie politique                                                                     | Politique                                                                        | ☞ Repris dans Pour une philosophie politique critique (2009) |
| 1983b | « Strauss, Leo (1899-1973) »                                                                  | Notice       | Leo Strauss                                                                               | Histoire de la philosophie                                                       | Republié dans les Cahiers de philosophie politique (1985) |
| 1984a | « Hannah Arendt et le sionisme en question »                                                  | Article      | Hannah Arendt                                                                             | Sionisme                                                                         | Republié dans le Cahier de l'Herne Hannah Arendt (2021) |
| 1984b | « Walter Benjamin entre mélancolie et révolution »                                            | Article      | Walter Benjamin                                                                           | Révolution                                                                       | Version abrégée |
| 1985b | « Philosophie politique et socialisme »                                                       | Article      | Pierre Leroux                                                                             | Histoire de la philosophie                                                       | ☞ Repris dans Le procès des maîtres rêveurs (2013) |
| 1986a | « L'Utopie de Thomas More »                                                                   | Notice       | L'Utopie                                                                                  | Utopie                                                                           | ☞ Repris dans L'Utopie de Thomas More à Walter Benjamin (2000) |
| 1986b | « A Niew View of Society de Robert Owen »                                                     | Notice       | A Niew View of Society                                                                    | Socialisme utopique                                                              | ☞ Repris dans L'histoire de l'utopie et le destin de sa critique (2016) |
| 1986c | « De la nature de Saint-Just »                                                                | Notice       | De la nature                                                                              | Révolution française                                                             | ☞ Repris dans Le cœur de Brutus (2019) |
| 1986d | « Walter Benjamin entre mélancolie et révolution »                                            | Chapitre     | Walter Benjamin                                                                           | Révolution                                                                       | Version intégrale ☞ Repris dans Les passages Blanqui (2013) |
| 1987a | « Parasites appointés qu'avez-vous fait de la vérité ? »                                      | Article      | Arthur Schopenhauer                                                                       | Histoire de la philosophie                                                       | Republié comme préface dans Contre la philosophie universitaire d'Arthur Schopenhauer (1993) |
| 1987b | « Le Nouvel esprit utopique »                                                                 | Article      | Utopie                                                                                    | Theodor W. Adorno, Walter Benjamin                                               | Compte rendu de séminaire |
| 1987c | « Philosophie de l'humanité et philosophie politique moderne »                                | Chapitre     | Pierre Leroux                                                                             | Philosophie politique                                                            | |
| 1987d | « Présentation »                                                                              | Présentation | Pierre Clastres                                                                           | Biographie                                                                       | |
| 1987e | « Le Contre Hobbes de Pierre Clastres »                                                       | Chapitre     | Pierre Clastres                                                                           | État                                                                             | ☞ Repris dans Le Contre Hobbes de Pierre Clastres (2024) |
| 1988a | « La passion d'E. P. Thompson »                                                               | Préface      | Edward P. Thompson                                                                        | Mouvement ouvrier                                                                | |
| 1988b | « Rencontre silence »                                                                         | Chapitre     | Emmanuel Levinas                                                                          | Martin Heidegger                                                                 | ☞ Repris dans Levinas (2021) |
| 1989a | « Saint-Just »                                                                                | Article      | Saint-Just                                                                                | Héroïsme                                                                         | ☞ Repris dans Le cœur de Brutus (2019) |
| 1989b | « De l'humanité de Pierre Leroux »                                                            | Notice       | De l'humanité                                                                             | Socialisme                                                                       | |
| 1989c | « Utopie »                                                                                    | Notice       | Utopie                                                                                    | Histoire                                                                         | |
| 1989d | « Marx et le moment machiavélien »                                                            | Chapitre     | Karl Marx                                                                                 | Démocratie                                                                       | ☞ Repris dans La Démocratie contre l'État (1997) |
| 1989e | « Comment penser le politique avec Hannah Arendt ? »                                          | Chapitre     | Hannah Arendt                                                                             | Politique                                                                        | |
| 1990a | (pt) O Novo espirito utopico                                                                  | Livre        | Utopie                                                                                    | Theodor W. Adorno, Walter Benjamin                                               | Édition de 1990 épuisée · Publié en français dans « Le nouvel esprit utopique » (1991) |
| 1991a | « Le nouvel esprit utopique »                                                                 | Article      | Utopie                                                                                    | Theodor W. Adorno, Walter Benjamin                                               | ☞ Repris dans L'homme est un animal utopique (2010) |
| 1991b | « L'affaire Schelling »                                                                       | Article      | Pierre Leroux                                                                             | Histoire de la philosophie                                                       | ☞ Repris dans Le procès des maîtres rêveurs (2011) |
| 1991c | « Avant-propos »                                                                              | Présentation | Emmanuel Levinas                                                                          | Philosophie                                                                      | |
| 1991d | « Penser l'utopie autrement »                                                                 | Article      | Emmanuel Levinas                                                                          | Utopie                                                                           | ☞ Repris dans Levinas (2021) |
| 1992a | « Marx : quelle critique de l'utopie ? »                                                      | Article      | Karl Marx                                                                                 | Utopie                                                                           | Republié dans Rencontres autour de Pierre Fougeyrollas de Pierre Ansart (1993) ☞ Repris dans L'histoire de l'utopie et le destin de sa critique (2016) |
| 1992b | « L'énigme du révolutionnaire moderne et la dimension de l'héroïsme »                         | Chapitre     | Héroïsme                                                                                  | Révolution française                                                             | |
| 1993a | « La disposition héroïque et son alinéation »                                                 | Article      | Héroïsme                                                                                  | Révolution française                                                             | ☞ Repris dans Le cœur de Brutus (2019) |
| 1993b | « “Démocratie sauvage” et “principe d'anarchie” »                                             | Article      | Démocratie                                                                                | Démocratie libérale                                                              | |
| 1993c | « Parasites appointés qu'avez-vous fait de la vérité ? »                                      | Préface      | Arthur Schopenhauer                                                                       | Histoire de la philosophie                                                       | Version remaniée et augmentée |
| 1993d | « Le double visage de l'héroïsme révolutionnaire »                                            | Chapitre     | Héroïsme                                                                                  | Révolution française                                                             | |
| 1993e | « Réflexion sur les deux interprétations du totalitarisme chez Claude Lefort »                | Chapitre     | Claude Lefort                                                                             | Totalitarisme                                                                    | ☞ Repris dans Pour une philosophie politique critique (2009) |
| 1994a | « Du politique au social »                                                                    | Article      | Héroïsme                                                                                  | Politique                                                                        | |
| 1994b | « De quel retour s'agit-il ? »                                                                | Présentation | Philosophie politique                                                                     | Philosophie libérale                                                             | ☞ Repris dans Pour une philosophie politique critique (2009) |
| 1994c | « “Démocratie sauvage” et “principe d'anarchie” »                                             | Article      | Démocratie                                                                                | Démocratie libérale                                                              | Version remaniée ☞ Repris dans La Démocratie contre l'État (2004) |
| 1994d | « Le bonheur, une idée fanée en Europe ? »                                                    | Chapitre     | Bonheur                                                                                   | Modernité                                                                        | |
| 1994e | « Comment une philosophie de l'Humanité peut-elle être une philosophie politique moderne ? »  | Postface     | Pierre Leroux                                                                             | Histoire de la philosophie                                                       | ☞ Repris dans Pour une philosophie politique critique (2009) |
| 1995a | « Le pari de la démocratie »                                                                  | Article      | Démocratie                                                                                | Politique                                                                        | |
| 1995b | « Rire des lois, du magistrat et des dieux »                                                  | Chapitre     | Saint-Just                                                                                | Révolution française                                                             | ☞ Repris dans Rire des lois, du magistrat et des dieux (2005) |
| 1996a | « Avant-propos »                                                                              | Présentation | Animal politique                                                                          | Histoire de la philosophie                                                       | |
| 1996b | « Architectures et régimes totalitaires »                                                     | Article      | Albert Speer                                                                              | Totalitarisme                                                                    | ☞ Repris dans De la compacité (1997) |
| 1996c | « D'une mésinterprétation du totalitarisme et de ses effets »                                 | Article      | Totalitarisme                                                                             | Philosophie politique                                                            | |
| 1997a | « Utopie et démocratie »                                                                      | Article      | Utopie                                                                                    | Démocratie                                                                       | |
| 1997b | « Le mal élémental »                                                                          | Postface     | Emmanuel Levinas                                                                          | Nazisme                                                                          | ☞ Repris dans Levinas (2021) |
| 1997c | De la compacité                                                                               | Livre        | Albert Speer                                                                              | Totalitarisme                                                                    | Version revue de l'article · Édition de 1997 épuisée · Nouvelle édition avec une nouvelle pagination en 2006, rééditée en 2013 |
| 1997d | La Démocratie contre l'État                                                                   | Livre        | Démocratie                                                                                | Philosophie politique                                                            | Édition de 1997 épuisée |
| 1998a | « L'extravagante hypothèse »                                                                  | Article      | Emmanuel Levinas                                                                          | État                                                                             | |
| 1998b | « Ça se passe bien ! »                                                                        | Article      | Masaniello                                                                                | Héroïsme                                                                         | |
| 1998d | « L'extravagante hypothèse »                                                                  | Chapitre     | Emmanuel Levinas                                                                          | État                                                                             | Version remaniée ☞ Repris dans Levinas (2021) |
| 1998e | « Le contre-Hobbes d'Emmanuel Levinas »                                                       | Chapitre     | Emmanuel Levinas                                                                          | État                                                                             | ☞ Repris dans Levinas (2021) |
| 1999a | « Le Guetteur de Rêves »                                                                      | Article      | Walter Benjamin                                                                           | Utopie                                                                           | ☞ Repris dans L'Utopie de Thomas More à Walter Benjamin (2000) |
| 1999b | « Hannah Arendt : la critique du totalitarisme et la servitude volontaire »                   | Chapitre     | Hannah Arendt                                                                             | Domination                                                                       | ☞ Repris dans Pour une philosophie politique critique (2009) ☞ Repris dans De l'épineuse servitude volontaire (2024) |
| 1999c | (en) « William Morris »                                                                       | Chapitre     | News from nowhere                                                                         | Utopie                                                                           | Publié en français dans « William Morris, utopie et romance » (2004) |
| 2000a | Le procès des maîtres rêveurs                                                                 | Livre        | Utopie                                                                                    | Philosophie politique                                                            | Édition de 2000 épuisée |
| 2000b | L'Utopie de Thomas More à Walter Benjamin                                                     | Livre        | Utopie                                                                                    | Philosophie politique                                                            | Édition de 2000 épuisée |
| 2001a | « Utopie et démocratie »                                                                      | Chapitre     | Utopie                                                                                    | Démocratie                                                                       | Version remaniée ☞ Repris dans Pour une philosophie politique critique (2009) |
| 2001b | « Hannah Arendt contre la philosophie politique »                                             | Chapitre     | Hannah Arendt                                                                             | Philosophie politique                                                            | Republié dans Lire Hannah Arendt aujourd’hui de Marie-Claire Caloz-Tschopp (2008) ☞ Repris dans Pour une philosophie politique critique (2009) |
| 2001c | « De l'intraitable »                                                                          | Chapitre     | Jean-François Lyotard                                                                     | Philosophie politique                                                            | |
| 2001d | « D'une mésinterprétation du totalitarisme et de ses effets »                                 | Chapitre     | Totalitarisme                                                                             | Philosophie politique                                                            | Version remaniée ☞ Repris dans Pour une philosophie politique critique (2009) |
| 2002a | « Héroïsme et modernité »                                                                     | Article      | Walter Benjamin                                                                           | Héroïsme                                                                         | |
| 2002b | « Présentation »                                                                              | Présentation | École de Francfort                                                                        | Histoire de la philosophie                                                       | |
| 2002c | « Pour une philosophie politique critique ? »                                                 | Article      | École de Francfort                                                                        | Histoire de la philosophie                                                       | ☞ Repris dans Pour une philosophie politique critique (2009) |
| 2002d | « L'an-archie entre métapolitique et politique »                                              | Article      | Emmanuel Levinas                                                                          | Politique                                                                        | ☞ Repris dans Levinas (2021) |
| 2002e | « Benjamin, Walter (1892-1940) »                                                              | Notice       | Walter Benjamin                                                                           | Histoire de la philosophie                                                       | |
| 2003a | « Utopie et émancipation »                                                                    | Article      | Utopie                                                                                    | Politique                                                                        | |
| 2003c | « L'État de la justice »                                                                      | Article      | Emmanuel Levinas                                                                          | État                                                                             | |
| 2003d | « L'utopie ou la transformation du monde »                                                    | Article      | Utopie                                                                                    | Karl Marx                                                                        | |
| 2003e | « Au-delà de la fluctuatio animi marrane »                                                    | Article      | Spinoza                                                                                   | Judaïsme                                                                         | |
| 2003f | « Philosophie politique critique et émancipation ? »                                          | Article      | Philosophie politique                                                                     | Histoire de la philosophie                                                       | |
| 2004a | « Lettre d'un “révoltiste” à Marcel Gauchet converti à la “politique normale” »               | Article      | Démocratie                                                                                | Politique                                                                        | Republié dans X, cent auteurs et invités pour un anniversaire de Jeanne-Marie Sens et Hubert Tonka (2005) ☞ Repris dans Lettre d'un “révoltiste” à Marcel Gauchet converti à la “politique normale” (2008) |
| 2004b | « William Morris, utopie et romance »                                                         | Article      | News from nowhere                                                                         | Utopie                                                                           | |
| 2004c | « Lire Saint-Just »                                                                           | Préface      | Saint-Just                                                                                | Révolution française                                                             | |
| 2004d | « Philosophie politique critique et émancipation ? »                                          | Chapitre     | Philosophie politique                                                                     | Histoire de la philosophie                                                       | Version aux différences minimes |
| 2004e | La Démocratie contre l'État                                                                   | Livre        | Démocratie                                                                                | Philosophie politique                                                            | Nouvelle édition augmentée · Édition de 2004 épuisée |
| 2005a | « Malheureux comme Adorno en France ? »                                                       | Article      | Theodor W. Adorno                                                                         | Histoire de la philosophie                                                       | |
| 2005b | « Edmond El Maleh ou l'impatiente subversion »                                                | Préface      | Edmond El Maleh                                                                           | Biographie                                                                       | |
| 2005c | « L'État de la justice : E. Levinas »                                                         | Chapitre     | Emmanuel Levinas                                                                          | État                                                                             | Version ramniée ☞ Repris dans Levinas (2021) |
| 2005d | Rire des lois, du magistrat et des dieux                                                      | Livre        | Saint-Just                                                                                | Révolution française                                                             | Version remaniée du chapitre · Édition de 2005 épuisée · ☞ Repris dans Le cœur de Brutus (2019) |
| 2006  | « Persistante utopie »                                                                        | Article      | Utopie                                                                                    | Liberté                                                                          | ☞ Repris dans L'homme est un animal utopique (2010) |
| 2006a | « Du bon usage de l’hypothèse de la servitude volontaire ? »                                  | Article      | Discours de la servitude volontaire                                                       | Domination                                                                       | Republié dans Discours de la servitude volontaire d'Étienne de La Boétie (éd. 2022) ☞ Repris dans Ο Λα Μποεσί, προφήτης της ελευθερίας (2016) |
| 2006b | « Le destin du rire dans la révolution »                                                      | Article      | Saint-Just                                                                                | Révolution française                                                             | Chapitre II de Rire des lois, du magistrat et des dieux (2005) |
| 2006c | « Adorno, Theodor Wisengrund (1903-1969) »                                                    | Notice       | Theodor W. Adorno                                                                         | Histoire de la philosophie                                                       | |
| 2006d | « Le Rouge et le Noir à l'ombre de 1793 ? »                                                   | Chapitre     | Le Rouge et le Noir                                                                       | Héroïsme                                                                         | Version identique dans Critique de la politique d'Anne Kupiec et Étienne Tassin (2006) ☞ Repris dans La lumière et la boue (2019) |
| 2006f | « L'héroïsme et l'énigme du révolutionnaire moderne »                                         | Chapitre     | Héroïsme                                                                                  | Modernité                                                                        | ☞ Repris dans Le cœur de Brutus (2019) |
| 2006g | Hannah Arendt contre la philosophie politique ?                                               | Livre        | Hannah Arendt                                                                             | Histoire de la philosophie                                                       | |
| 2007a | « Philosophie politique, critique et émancipation ? »                                         | Article      | Philosophie politique                                                                     | Histoire de la philosophie                                                       | Version augmentée d'une introduction |
| 2007b | (it) « Democrazia insorgente e istituzione »                                                  | Préface      | Démocratie                                                                                | Démocratie libérale                                                              | Publié en français dans « Démocratie insurgeante et Institution » (2009) |
| 2007c | « Contre la souveraineté de la philosophie sur la politique »                                 | Chapitre     | Hannah Arendt                                                                             | Platon                                                                           | |
| 2007d | (es) Para una filosofía política crítica                                                      | Livre        | Philosophie politique                                                                     | Politique                                                                        | Publié en français dans Pour une philosophie politique critique (2009) |
| 2008a | « Comprendre ou provoquer l'histoire »                                                        | Article      | Karl Marx                                                                                 | Philosophie de l'histoire                                                        | |
| 2008b | « Ouverture »                                                                                 | Présentation | Emmanuel Levinas                                                                          | Philosophie                                                                      | |
| 2008c | « L'utopie des livres »                                                                       | Chapitre     | Emmanuel Levinas                                                                          | Livre                                                                            | ☞ Repris dans L'homme est un animal utopique (2010) ☞ Repris dans Levinas (2021) |
| 2008d | Lettre d'un “révoltiste” à Marcel Gauchet converti à la “politique normale”                   | Livre        | Démocratie                                                                                | Politique                                                                        | Version revue de l'article |
| 2008e | Maximilien Rubel, pour redécouvrir Marx                                                       | Livre        | Karl Marx                                                                                 | Marxisme                                                                         | 🔍 Composition du volume en note |
| 2009a | « Pourquoi la Théorie critique ? »                                                            | Chapitre     | École de Francfort                                                                        | Histoire de la philosophie                                                       | Republié dans le no 10-11 de la revue Illusio (2013) |
| 2009b | « Utopie : futur et/ou altérité »                                                             | Chapitre     | Utopie                                                                                    | Temporalité                                                                      | ☞ Repris dans L'homme est un animal utopique (2010) |
| 2009c | « Démocratie insurgeante et Institution »                                                     | Chapitre     | Démocratie                                                                                | Démocratie libérale                                                              | Republié dans le no 11 de la revue de(s)générations (2010) ☞ Repris dans La Démocratie contre l'État (2012) |
| 2009d | Pour une philosophie politique critique                                                       | Livre        | Philosophie politique                                                                     | Politique                                                                        | 🔍 Composition du volume en note |
| 2009e | L'Utopie de Thomas More à Walter Benjamin                                                     | Livre        | Utopie                                                                                    | Philosophie politique                                                            | Nouvelle édition revue · Édition de 2009 épuisée |
| 2010a | « Pierre Leroux, le prophète enragé »                                                         | Article      | Pierre Leroux                                                                             | Philosophie politique                                                            | |
| 2010c | L'homme est un animal utopique                                                                | Livre        | Utopie                                                                                    | Philosophie politique                                                            | Édition de 2010 épuisée |
| 2011a | « Pierre Clastres et Nous »                                                                   | Présentation | Pierre Clastres                                                                           | Philosophie politique                                                            | |
| 2011b | « Lire Pierre Clastres à la lumière de Nietzsche ? »                                          | Chapitre     | Pierre Clastres                                                                           | Pouvoir politique                                                                | |
| 2011c | Le procès des maîtres rêveurs                                                                 | Livre        | Utopie                                                                                    | Philosophie politique                                                            | Nouvelle édition revue et augmentée · Édition de 2011 épuisée |
| 2012a | « La voix de Pierre Clastres »                                                                | Préface      | Pierre Clastres                                                                           | Biographie                                                                       | |
| 2012b | « Lettre Préface »                                                                            | Préface      | Discours sur les sciences et les arts                                                     | Discours de la servitude volontaire                                              | ☞ Repris dans De l'épineuse servitude volontaire (2024) |
| 2012c | « L'utopie, une nécessaire technique du réveil »                                              | Introduction | Utopie                                                                                    | Histoire                                                                         | |
| 2012d | La Démocratie contre l'État                                                                   | Livre        | Démocratie                                                                                | Philosophie politique                                                            | Nouvelle édition au format poche, augmentée 🔍 Composition du volume en note |
| 2012e | Emmanuel Levinas, l'intrigue de l'humain                                                      | Livre        | Emmanuel Levinas                                                                          | Philosophie                                                                      | |
| 2013b | Les passages Blanqui                                                                          | Livre        | Walter Benjamin                                                                           | Auguste Blanqui                                                                  | |
| 2013d | Le procès des maîtres rêveurs                                                                 | Livre        | Utopie                                                                                    | Philosophie politique                                                            | Nouvelle édition augmentée 🔍 Composition du volume en note |
| 2013e | L'homme est un animal utopique                                                                | Livre        | Utopie                                                                                    | Philosophie politique                                                            | Nouvelle édition revue 🔍 Composition du volume en note |
| 2014a | La Communauté politique des « tous uns »                                                      | Livre        | Philosophie politique                                                                     | Politique                                                                        | |
| 2014b | Libérer l'Enfermé                                                                             | Livre        | Auguste Blanqui                                                                           | Biographie                                                                       | Version remaniée de la postface |
| 2015a | « Spinoza et l’épineuse question de la servitude volontaire »                                 | Article      | Spinoza                                                                                   | Domination                                                                       | Republié dans Discours de la servitude volontaire d'Étienne de La Boétie (éd. 2022) ☞ Repris dans De l'épineuse servitude volontaire (2024) |
| 2016a | « Critique de la politique »                                                                  | Manifeste    | Philosophie politique                                                                     | Politique                                                                        | Seconde version du manifeste de la collection « Critique de la politique » (Klincksieck) Republié dans « L’insistante question de La Boétie » de Michèle Cohen-Halimi (2018) ☞ Repris dans Critique de la politique (2025) |
| 2016b | L'Utopie de Thomas More à Walter Benjamin                                                     | Livre        | Utopie                                                                                    | Philosophie politique                                                            | Nouvelle édition 🔍 Composition du volume en note |
| 2016c | L'histoire de l'utopie et le destin de sa critique                                            | Livre        | Utopie                                                                                    | Philosophie politique                                                            | 🔍 Composition du volume en note |
| 2016d | (el) Ο Λα Μποεσί, προφήτης της ελευθερίας                                                     | Livre        | Discours de la servitude volontaire                                                       | Liberté                                                                          | Version remaniée et augmentée de l'article Publié en français dans La Boétie prophète de la liberté (2018) |
| 2017a | « Préface »                                                                                   | Préface      | Alexandre Berkman                                                                         | Révolution d'Octobre                                                             | |
| 2017b | « La radicalité contre le progressisme »                                                      | Chapitre     | Theodor W. Adorno                                                                         | Progressisme                                                                     | Republié dans le 1er volume de la revue Prismes (2018) |
| 2018a | « Projet d'éditorial »                                                                        | Article      | Philosophie                                                                               | Politique                                                                        | Texte inédit |
| 2018b | « La Théorie critique et la question politique »                                              | Article      | Théorie critique                                                                          | Philosophie politique                                                            | Texte inédit |
| 2018d | La Boétie prophète de la liberté                                                              | Livre        | Discours de la servitude volontaire                                                       | Liberté                                                                          | ☞ Repris dans De l'épineuse servitude volontaire (2024) |
| 2019a | Le cœur de Brutus                                                                             | Livre        | Saint-Just                                                                                | Philosophie politique                                                            | 🔍 Composition du volume en note |
| 2019b | La lumière et la boue                                                                         | Livre        | Le Rouge et le Noir                                                                       | Philosophie politique                                                            | |
| 2021  | Levinas                                                                                       | Livre        | Emmanuel Levinas                                                                          | Philosophie                                                                      | 🔍 Composition du volume en note |
| 2022a | « La protection est l’archétype de la domination »                                            | Article      | État de nature                                                                            | Domination                                                                       | Extrait de La Communauté politique des « tous un » de Miguel Abensour (2014) |
| 2022b | « Généalogie de la domination »                                                               | Article      | Autorité                                                                                  | Domination                                                                       | Extrait de La Communauté politique des « tous un » de Miguel Abensour (2014) |
| 2022c | « Là où on ne voyait rien, on discerne quelque chose »                                        | Article      | Communauté                                                                                | Pierre Clastres, Emmanuel Levinas                                                | Extrait de La Communauté politique des « tous un » de Miguel Abensour (2014) |
| 2022d | « Lettre et notes inédites sur La Boétie »                                                    | Chapitre     | Discours de la servitude volontaire                                                       | Histoire de la philosophie                                                       | Textes inédits ☞ Repris dans De l'épineuse servitude volontaire (2024) |
| 2024a | Le Contre Hobbes de Pierre Clastres                                                           | Livre        | Pierre Clastres                                                                           | Philosophie politique                                                            | |
| 2024b | De l'épineuse servitude volontaire                                                            | Livre        | Discours de la servitude volontaire                                                       | Philosophie politique                                                            | 🔍 Composition du volume en note |
| 2024c | Le Nouvel Esprit utopique                                                                     | Livre        | Utopie                                                                                    | Philosophie politique                                                            | |
| 2025  | Critique de la politique                                                                      | Livre        | Collection éditoriale                                                                     | Philosophie politique                                                            | |